# Ван Уик, Абрахам Эрасмус
Абрахам Эрасмус ван Уик, или Браам ван Уик (африк. Abraham Erasmus van Wyk или африк. Braam van Wyk; род. 1952, Волмарансстад, Северо-Западная провинция) — южноафриканский ботаник, профессор таксономии растений.

## Биография
Абрахам Эрасмус ван Уик родился в 1952 году. Является выпускником университетов Почефструма и Претории. Абрахам Эрасмус ван Уик занимается изучением и систематикой богатой южноафриканской флоры. Его текущие научно-исследовательские работы касаются изучения широкого спектра семейств растений, включая изучение семейства Миртовые, семейства Бересклетовые, семейства Икациновые, семейства Маревые и семейства Ароидные.

## Научная деятельность
Абрахам Эрасмус ван Уик специализируется на семенных растениях.

## Некоторые научные работы
- Field Guide to Wild Flowers of the Highveld[3].
- Field Guide to Trees of Southern Africa[3].
- A Photographic Guide to Wild Flowers of South Africa and How to Identify Trees in Southern Africa[3].